# Авелар
Авелар (порт. Avelar) — фрегезія (район) в окрузі Лейрія, Португалія. Є складовою частиною муніципалітету Ансьян. За старим адміністративним поділом входив в провінцію Бейра-Літорал. Входить в економіко-статистичний субрегіон Пиньял-Інтеріор-Норте, який входить в Центральний регіон. Населення становить 2089 людина на 2001 рік. Займає площу 8,48 км².
Покровителем району вважається Святий Дух (порт. Espírito Santo).
| Португалія | Це незавершена стаття з географії Португалії. Ви можете допомогти проєкту, виправивши або дописавши її. |